# Blidaru, Mehedinți
Blidaru este un sat în comuna Greci din județul Mehedinți, Oltenia, România.